# Macrolophus
Macrolophus is een geslacht van wantsen uit de familie blindwantsen. Het geslacht werd voor het eerst wetenschappelijk beschreven door Fieber in 1858 .

## Soorten
Het genus bevat de volgende soorten:

- Macrolophus aragarsanus Carvalho, 1945
- Macrolophus basicornis (Stal, 1860)
- Macrolophus brevicornis Knight, 1926
- Macrolophus caliginosus Wagner, 1951
- Macrolophus costalis Fieber, 1858
- Macrolophus crudus (Van Duzee, 1916)
- Macrolophus cuiabanus Carvalho, 1945
- Macrolophus diffractus (Van Duzee, 1923)
- Macrolophus epilobii V. Putshkov, 1978
- Macrolophus ethiopius Cassis, 1986
- Macrolophus glaucescens Fieber, 1858
- Macrolophus hexaradiatus Carvalho and Carpintero, 1986
- Macrolophus innotatus Carvalho, 1968
- Macrolophus klotho Linnavuori, 1992
- Macrolophus longicornis (Poppius, 1914)
- Macrolophus lopezi (Van Duzee, 1923)
- Macrolophus melanotoma (A. Costa, 1853)
- Macrolophus mimuli Knight, 1968
- Macrolophus pericarti Heiss and Ribes, 1998
- Macrolophus praeclarus (Distant, 1884)
- Macrolophus punctatus Carvalho, 1968
- Macrolophus pygmaeus (Rambur, 1839)
- Macrolophus rivalis (Knight, 1943)
- Macrolophus saileri Carvalho, 1947
- Macrolophus separatus (Uhler, 1894)
- Macrolophus tenuicornis Blatchley, 1926
- Macrolophus usingeri (Knight, 1943)